# منشأة الشاذلي
قرية منشأة الشاذلي هي إحدى القرى التابعة لمركز قلين في محافظة كفر الشيخ في جمهورية مصر العربية. حسب إحصاءات سنة 2006، بلغ إجمالي السكان في «منشأة الشاذلي» 3573 نسمة، منهم 1766 رجل و1807 امرأة.